# Щурик перуанський
Щурик перуанський (Progne murphyi) — вид горобцеподібних птахів родини ластівкових (Hirundinidae). 

## Поширення
Вид поширений вздовж тихоокеанського узбережжя на заході Перу та на крайній півночі Чилі. Має невеликий ареал, в межах якого малопоширений і маловідомий. Його природними середовищами існування є субтропічні або тропічні вологі рівнинні ліси, субтропічні або тропічні вологі гірські ліси, субтропічні або тропічні сухі низинні луки, субтропічні або тропічні високогірні луки, пасовища та міські території.

## Спосіб життя
Про його біологію та екологію відомо дуже мало. Харчується комахами, яких ловить на польоті. Вважається, що вони гніздяться в дуплах у скелях, деревах або будівлях, хоча виявлені колонії представляють свої гнізда, побудовані в кам'яних стінах або ярах. Він здійснює пострепродуктивні переміщення локально, що означає, що на півдні Перу його чисельність збільшується з січня по квітень.